# Hříšná láska
Hříšná láska (španělsky Cuando seas mía) je mexická telenovela produkovaná společností TV Azteca a vysílaná na stanici Azteca Uno v roce 2001. V hlavních rolích hráli Silvia Navarro a Sergio Basañez.

## Obsazení
| Silvia Navarro | Teresa Suárez „Paloma“ / Elena Olivares Maldonado de Sánchez Serrano / Margot |
| Sergio Basañez | Diego Sánchez Serrano                                                         |